# La Morte de Beverly Hills
Pour plus de détails, voir Fiche technique et Distribution.
La Morte de Beverly Hills (Die Tote von Beverly Hills) est un film allemand réalisé par Michael Pfleghar, sorti en 1964.

## Fiche technique
- Titre : La Morte de Beverly Hills
- Titre original : Die Tote von Beverly Hills
- Réalisation : Michael Pfleghar
- Scénario : Peter Laregh, Hans Jürgen Pohland, Michael Pfleghar d'après le roman de Curt Goetz
- Musique : Heinz Kiessling
- Photographie : Ernst Wild
- Montage : Margot von Schlieffen
- Production : Hans Jürgen Pohland
- Société de production : Modern Art Film
- Pays :  Allemagne de l'Ouest
- Genre : Comédie dramatique, policier et romance
- Durée : 110 minutes
- Dates de sortie : 
  -  Allemagne de l'Ouest : 9 avril 1964

## Distribution
- Heidelinde Weis : Lu Sostlov
- Klausjürgen Wussow : C.G.
- Wolfgang Neuss : le shérif / le détective Ben Blunt
- Alice Kessler : une des sœurs Tiddy
- Ellen Kessler : une des sœurs Tiddy
- Ernst Fritz Fürbringer : le professeur Rudolf Sostlov
- Peter Schütte : Olaf Swendka
- Bruno Dietrich : Peter de Lorm
- Herbert Weissbach : le pasteur Onkel Gustav
- Horst Frank : le médecin-légiste Manning

## Distinctions
Le film a été présenté en sélection officielle en compétition au Festival de Cannes 1964.